# Giáo hoàng Sylvestrô II

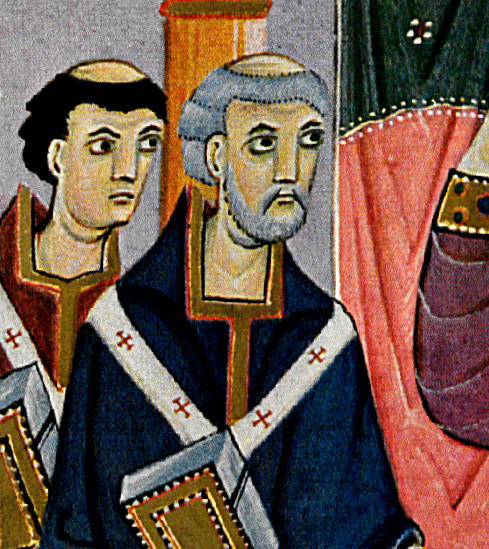
Chân dung Sylvester II từ Sách Phúc Âm Otto III

Sylvestrô II (Latinh: Sylvester II) là vị giáo hoàng thứ 139 của Giáo hội Công giáo.
Theo niên giám tòa thánh năm 1806 thì ông đắc cử Giáo hoàng vào năm 999 và ở ngôi Giáo hoàng trong 4 năm 1 tháng 10 ngày. Niên giám tòa thánh năm 2003 xác định triều đại của ông kéo dài từ ngày 2 tháng 4 năm 999 cho tới ngày 12 tháng 5 năm 1003.
Giáo hoàng Sylvester là con trai của một người nông nô sinh tại Auvergne, Pháp vào khoảng năm 938 với tên là Gerbert d’Audrillac. 

## Nhà khoa học
Sylvester là một người am hiểu khoa học và là nhà toán học.
Ông học tại đan viện Saint Géraud d’Aurillac. Adalbéron, giám mục Reims đưa ông đến trường giám mục của mình. Tại đây, ông dạy nhiều môn thế tục cũng như tôn giáo. Ông nổi bật nhờ sự uyên bác của mình, nhất là trong lĩnh vực khoa học.
Chính như vậy mà ông nghĩ ra và xây dựng đủ thứ đồ vật có khuynh hướng văn hóa và kỹ thuật như các bàn tính, một quả địa cầu, một đàn ống và những chiếc đồng hồ, điều đã làm cho ông bị nghi ngờ là nhuốm mùi tà thuyết.
Bàn tính mà ông phát minh ra có tên là bàn tính Gerbert, trong đó các thẻ bội được thay thế bằng một thẻ duy nhất mang nhãn là một con số Ả rập (thí dụ 7 thẻ của cột đơn vị được thay bằng một thẻ mang số 7,3 thẻ của cột hàng chục bằng một thẻ mang số 3…). Ngoài ra người ta nhờ ông mà phát minh con lắc.
Gerbert d’Audrillac được biết đến trong giới khoa học là người đã mang về nước Pháp hệ thống đếm thập phân và số không là những thứ đã được sử dụng ở đó từ khi Al-Khuwarizmi mang từ Ấn Độ về và cho phổ biến trong đế quốc.
Năm 967, ông đi đến Tây Ban Nha, bên cạnh bá tước Barcelona, và ở lại trong đan viện Vich, ở Catalônia. Các đan viện miền Catalônia có nhiều thủ bản của Tây Ban Nha Hồi giáo, chính ở đó ông đã bắt đầu học khoa học Ả rập.
Ông đã có nhiều công giúp Hughes Capet lên ngôi vua Pháp. Ông đóng vai trò cố vấn quan trọng bên cạnh giám mục Adalbéron. Ông kế vị ông này trên ngai tổng giám mục Reims, rồi trở thành hồng y Ravenna.
Những thể hiện lập trường của ông liên quan đến sự độc lập của các giáo hội đối với Rôma đem lại cho ông vài vụ cãi cọ với chính quyền Giáo hoàng, đến độ bị vạ tuyệt thông. 

## Triều giáo hoàng
Gắn bó tình bằng hữu thắm thiết với Adélaide de Bourgogne, song ông đã thành công làm cho mình được bầu làm Giáo hoàng khi bà qua đời vào năm 999. Trước khi chết, ông thú nhận đã ăn nằm với con quỷ "Điana". Bà này có mặt trong truyền thuyết thánh Nicôlai và các truyền thuyết khác như truyền thuyết về Gerbert nghĩa là Sylvester II.
Ông là Giáo hoàng người Pháp đầu tiên và chọn danh hiệu Sylvester II căn cứ trên Giáo hoàng Sylvester I là người đã làm Giáo hoàng dưới triều Constantinô I, người đã thừa nhận Kytô giáo là tôn giáo của đế quốc Rô-ma. Học thức uyên bác của ông thật mênh mông, ông đã là "ánh sáng Giáo hội và niềm hy vọng của thế kỷ ông".
Là người có học thức cao, ông khởi xướng việc dùng chữ số Ả Rập, số thập phân và số không. Ông dùng địa vị của mình để làm cho các giáo sĩ phương tây thừa nhận nó. Chúng ta cần biết rằng khoảng năm 1000, việc thực hành phép chia (không dùng số không) đòi hỏi sự tương đương mà ngày nay chúng ta gọi là một đơn vị giá trị trong một trường đại học.
Triều đại của ông trải qua năm 1.000 - được coi như năm quyết định đối với ngày cánh chung.

Cùng với Giáo hoàng Gregorius V, ông là người bảo vệ không nhân nhượng quyền lực độc lập của Giáo hoàng. Mặc dù phải đến giữa thế kỷ thứ XI thì chế độ Giáo hoàng mới thực sự được cải cách.

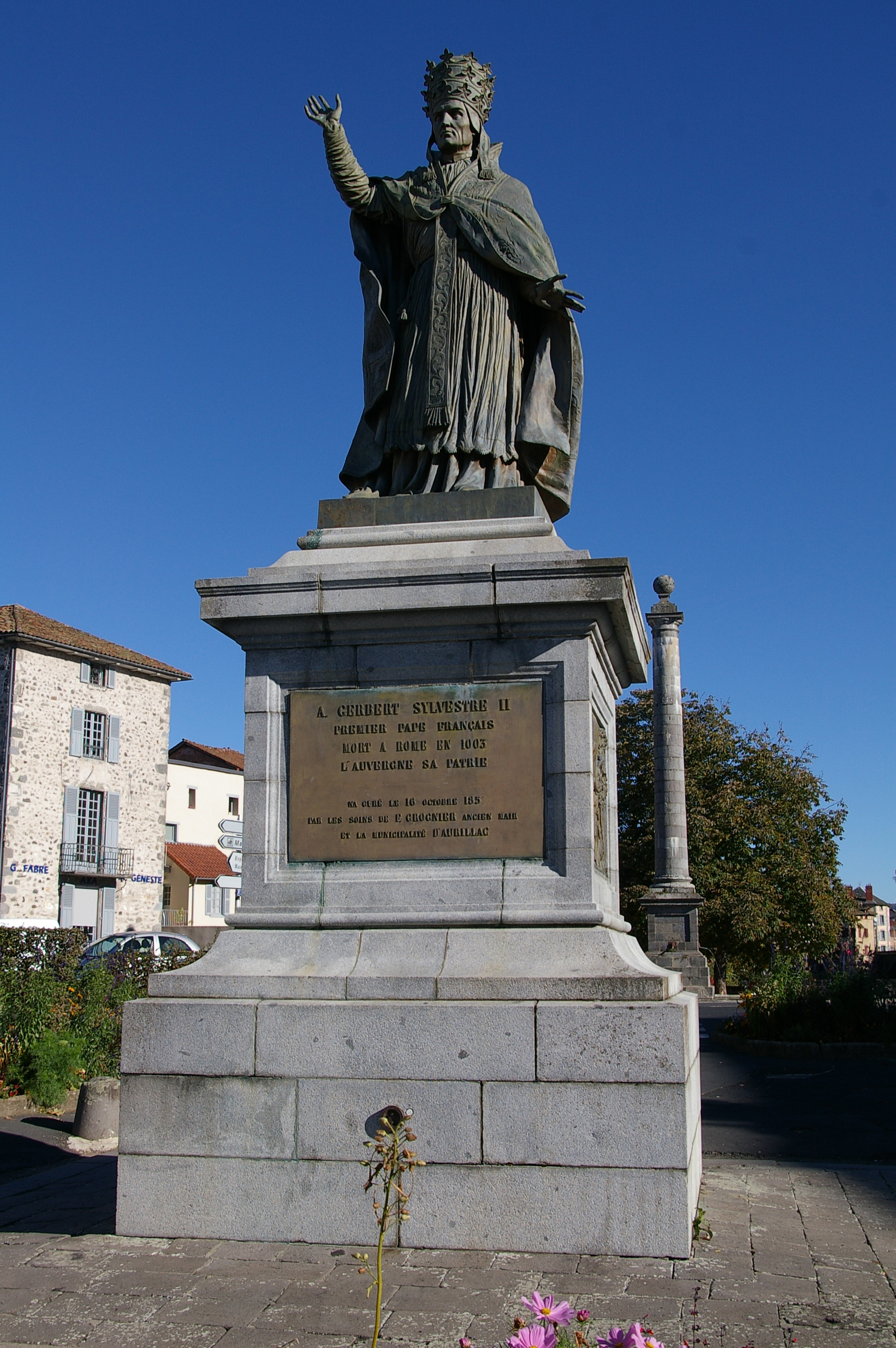
Tượng giáo hoàng Silvestrô II ở Aurillac, Auvergne, Pháp

Ông cố gắng vực dậy nền luân lý của giới tu sĩ nhưng thành công chẳng bao nhiêu vì sự việc ngày càng tăng dần lên và phổ biến trong tất cả mọi hàng ngũ giáo hội.

## Các quốc gia
Ông là bạn của các hoàng đế Otto I và Otto II, Otto III chọn Đức Silvester vì ông chính là gia sư riêng của ông trước đây. Từ 962-1056, đế quốc La Đức được cai trị bởi những hoàng đế rất "đạo đức". Các ông quan niệm hoàng đế và Giáo hoàng phải chung lo hạnh phúc của người dân đời này lẫn đời sau. Dưới thời đức Sylvestrê II, hoàng đế Otton III đã thiết lập một đế chế liên hiệp các dân tộc độc lập tự ý thống nhất dưới quyền giáo chủ Roma.
Nước Hungari của vua Stêphano và Ba Lan của vua Boleslas vui vẻ sáp nhập mà không bị lệ thuộc thế lực nào. Sylvestrê II đã ban tước hiệu vua cho các quốc vương Balan và Hunggari. Otto III băng hà, John Crescentius trở thành người chủ mới của Rôma và ngay lập tức cố thâu tóm Giáo hoàng về tay mình.
Năm 999 Đức Giáo hoàng Sylvestre II công nhận Tổng Giám mục Reims có quyền phong vương cho các vua Pháp trong tương lai.